# Penitents (metrostation)
Penitents is een metrostation aan Lijn 3 (groene lijn) van de metro van Barcelona vernoemd naar het gebied Vallcarca i els Penitents in het noordelijk deel van Gràcia. Het station is geopend in 1985, als de uitbreiding van lijn 3 tussen Lesseps en Montbau wordt geopend. Station Penitents is gesitueerd onder de avinguda de l'Hospital Militar tussen carrer del Gòlgota en carrer d'Anna Piferrer. De toegangshal van het station zit direct onder straatniveau. Tussen deze hal en de perrons zit een tussenverdieping. De perrons zijn 96 meter lang.